# داریون اتکینز
داریون اتکینز (انگلیسی: Darion Atkins؛ زادهٔ ۱۷ سپتامبر ۱۹۹۲) بازیکن بسکتبال اهل ایالات متحده آمریکا است.